# 疯狂原始人
《疯狂原始人》（英語：The Croods）是一部2013年上映的美国3D冒险喜剧动画片，由梦工厂动画制作，是二十世纪福斯发行的首部梦工厂动画作品，亦是中国东方梦工厂发行的第一部梦工厂动画作品。科克·德·米科与克里斯·桑德斯编剧执导。主要配音演员有尼古拉斯·基治、賴恩·雷諾士、Catherine Keener、愛瑪·史東、Clark Duke和Cloris Leachman。故事设定在史前时代，美国于2013年3月22日上映。续集《古魯家族：新石代》定档2020年11月25日上映。

## 剧情
古魯一家六口多年來一直隱居在深山洞穴，只在附近活動，從未見過更遠的世界。某日一妹在晚上偷偷溜出去，結識了擁有許多先進點子的阿蓋，阿蓋告訴她世界即將面臨末日的到來。之後在一場地震，古魯一家的安樂窩倒塌了，他們被迫往外逃命。燦爛繽紛的外面世界對他們而言，彷如置身奇怪異域，起初十分不習慣，猶幸大家憑著無窮幽默及阿蓋的點子，很快便結識到各款奇形怪狀的搞怪動物朋友，令段段奇幻旅程充滿更大挑戰。古魯家族終於發現，未來日子裡還有更多無數精彩歡樂冒險，等待他們七人逐一發掘。

## 角色

### 介绍
瓜哥（Grug Crood）
古魯家族的領導，充滿力量的山洞人，一直盡心盡力保護家族，害怕接觸新事物，對一妹親近阿蓋感到擔憂及不滿。最後收養了一隻像貓的老虎。
一妹（Eep Crood）
咕嚕與娥姐的大女兒，對世界充滿好奇，對一直都只能住在山洞感到不滿，在某一晚偷溜出山洞，結識了阿蓋。
阿蓋（Guy）
可愛的摩登人，失去了家庭。雖然不是很強壯，但是很聰明友善並懂得生火及製作陷阱，偶然遇上偷走出山洞的一妹。養有一隻叫「皮帶」的樹懶做助手。
皮帶（Belt）
樹懶，阿蓋的寵物。
娥姐（Ugga Crood）
古魯的老婆。
坦克（Thunk Crood）
咕嚕與娥姐的二兒子，一妹的弟弟，圓圓的身軀，總是戰戰競競聽從父親的說話。不是很聰明但是心地善良。收養了一隻叫「道格拉斯」的鱷魚狗做寵物。
可人（Gran）
咕嚕的岳母，娥姐的母親。與女婿咕嚕關係不好，經常數落咕嚕。
珊蒂（Sandy Crood）
咕嚕與娥姐的三女兒，是個野人小孩，不會說話，後學會對父親咕嚕的第一句話「把拔」。

### 配音员
| 配音            | 配音   | 配音   | 配音     | 角色                |
| 美國            | 台灣   | 香港   | 中國大陸 | 角色                |
| --------------- | ------ | ------ | -------- | ------------------- |
| 尼古拉斯·凯奇   | 馮凱   | 谷德昭 | 梁家輝   | 瓜哥（Grug Crood）  |
| 艾瑪·史東       | 柯佳嬿 | 吳雨霏 | 范曉萱   | 一妹（Eep Crood）   |
| 萊恩·雷諾斯     | 宋昱璁 | 羅仲謙 | 黄晓明   | 阿蓋（Guy）         |
| 克里斯·桑德斯   | 于正昇 | 黎家希 |          | 皮帶（Belt）        |
| 凱薩琳·齊勒     | 陳美貞 | 林珊珊 | 狄菲菲   | 娥姐（Ugga Crood）  |
| 克拉克·達克     | 孟慶府 | 林子善 | 沈达威   | 坦克（Thunk Crood） |
| 克蘿麗絲·利奇曼 | 馮美麗 | 朱咪咪 |          | 可人（Gran）        |
| 兰迪·汤姆       | 陳禹璇 | 鄭家蕙 |          | 珊蒂（Sandy Crood） |

## 歌曲
主題歌
《Shine Your Way》
作詞：Owl City，作曲:Owl City，主唱：Owl City 和 Yuna

### 插曲
| Track listing: | Track listing:                                   | Track listing: |
| 曲序           | 曲目                                             | 时长           |
| -------------- | ------------------------------------------------ | -------------- |
| 1.             | Shine Your Way（performed by Owl City and Yuna） | 3:25           |
| 2.             | Prologue                                         | 2:08           |
| 3.             | Smash and Grab                                   | 4:09           |
| 4.             | Bear Owl Escape                                  | 2:45           |
| 5.             | Eep and the Warthog                              | 3:52           |
| 6.             | Teaching Fire to Tiger Girl                      | 1:55           |
| 7.             | Exploring New Dangers                            | 3:33           |
| 8.             | Piranhakeets                                     | 2:24           |
| 9.             | Fire and Corn                                    | 2:06           |
| 10.            | Turkey Fish Follies                              | 4:17           |
| 11.            | Going Guys Way                                   | 3:15           |
| 12.            | Story Time                                       | 3:55           |
| 13.            | Family Maze                                      | 3:21           |
| 14.            | Star Canopy                                      | 2:07           |
| 15.            | Grug Flips His Lid                               | 1:44           |
| 16.            | Planet Collapse                                  | 1:44           |
| 17.            | We'll Die If We Stay Here                        | 5:28           |
| 18.            | Cave Painting                                    | 1:12           |
| 19.            | Big Idea                                         | 2:34           |
| 20.            | Epilogue                                         | 4:25           |
| 21.            | Cave Painting Theme                              | 2:52           |
| 22.            | The Crood's Family Theme                         | 5:54           |
| 23.            | Cantina Croods                                   | 1:12           |
| 总时长：       | 总时长：                                         | 70:17          |

## 评价
美媒综评56分，烂番茄新鲜度72%，在Metacritic上，電影獲得55分，肯定的声音占主流。代表性评价：“现代家庭动力学被完美地嫁接于石器时代的“远古”家庭，同时还配以令人捧腹的夸张变形，而这些桥段无疑都是影片的最大看点”，“今年春季的最大惊喜！一部充满了温情和智慧的华丽动画！至于远古时代的背景设定，又带来了摩登原始人式的幽默感”，“既保留了梦工厂CGI的色块泼洒，亦有近乎低俗笑料的强势堆砌，虽然称不上神作但也具备足够的娱乐理念”。

## 票房
中国大陆首周两天收获3898万人民币，上映一个多月累计4亿元。美国首周末收获4470万美圆名列第一位，最终北美收获1.84亿，其他地区累计3.93亿，全球票房达5.87亿美圆。
| 上一届： 《魔境仙蹤》 | 2013年美國週末票房冠軍 第12周 | 下一届： 《特種部隊2：正面對決》 |

## 奖项
- 第71届金球奖最佳动画片提名
- 第86届奥斯卡金像奖最佳动画长片提名

## 續集
2014年，夢工廠動畫宣佈續集《古魯家族：新石代》定于2017年11月上映，但在2016年底因故事問題被夢工廠母公司NBC環球宣佈取消。2018年，夢工廠宣佈重啟續集項目，并定於2020年上映。